# بیانکا والکدن
بیانکا والکدن (متولد ۲۹ سپتامبر ۱۹۹۱) تکواندوکار انگلیسی و عضو آکادمی جی بی تکواندو است. وی نماینده انگلیس در بازیهای المپیک ۲۰۱۶ بود و برنده مدال برنز شد.
در مسابقات جهانی تکواندو ۲۰۱۵، در روسیه، والکدن در فینال وزن ۷۳+ کیلوگرم، مدال طلا را بعد از شکست دادن گلادیس اپانگ بدست آورد. او بعد از سارا استیونسن دومین بریتانیایی است که موفق به کسب یک عنوان جهانی شد و سومین کسی که پس از استیونسن و جید جونز موفق به کسب یک عنوان جهانی در المپیک ۲۰۱۲ شد.